# Ulochaetes fulvus
Ulochaetes fulvus är en skalbaggsart som beskrevs av Pu 1988. Ulochaetes fulvus ingår i släktet Ulochaetes och familjen långhorningar. Inga underarter finns listade i Catalogue of Life.